# Life Time (Tony Williams)
| Recensione | Giudizio |
| ---------- | -------- |
| AllMusic   | [ 4 ]    |

Life Time è il primo album discografico a nome del batterista jazz statunitense Anthony Williams, pubblicato dalla casa discografica Blue Note Records nel gennaio del 1965.

## Tracce

### LP
Lato A (BN 4180-A)
2 Pieces of One
1. Red – 10:36 (Anthony Williams) – Registrato il 21 agosto 1964
2. Green – 8:03 (Anthony Williams) – Registrato il 21 agosto 1964

Lato B (BN 4180-B)
1. Tomorrow Afternoon – 5:30 (Anthony Williams) – Registrato il 21 agosto 1964
2. Memory – 8:05 (Anthony Williams) – Registrato il 24 agosto 1964
3. Barb's Song to the Wizard – 5:55 (Anthony Williams) – Registrato il 24 agosto 1964

## Musicisti
Red / Green
- Anthony Williams - batteria
- Sam Rivers - sassofono tenore
- Richard Davis - contrabbasso
- Gary Peacock - contrabbasso

Tomorrow Afternoon
- Anthony Williams - batteria
- Sam Rivers - sassofono tenore
- Gary Peacock - contrabbasso

Memory
- Anthony Williams - drum set: tympani,  woodblock, maracas, triangle
- Herbie Hancock - piano
- Bobby Hutcherson - vibrafono, marimba

Barb's Song to the Wizard
- Herbie Hancock - piano
- Ron Carter - contrabbasso

Note aggiuntive
- Alfred Lion - produttore
- Registrazioni effettuate il 21 e 24 agosto 1964 al Van Gelder Studio di Englewood Cliffs, New Jersey (Stati Uniti)
- Rudy Van Gelder - ingegnere delle registrazioni
- Francis Wolff - foto copertina album originale
- Reid Miles - design copertina album originale
- Lawrence Rutter - note retrocopertina album originale [5]